# 2009-es Tour of Qatar
A 2009-es Tour of Qatar volt a 8. katari kerékpárverseny. Február 1. és február 6. között került megrendezésre, össztávja 685 kilométer volt. Végső győztes a belga Tom Boonen lett, megelőzve a német Heinrich Hausslert és a brit Roger Hammond-ot.

## Szakaszok
| Szakasz | Dátum      | Rajt                 | Cél               | km    | Szakaszgyőztes                    | Összetettben vezető |
| ------- | ---------- | -------------------- | ----------------- | ----- | --------------------------------- | ------------------- |
| 1.      | Február 1. | Doha                 | Doha              | 6     | Garmin-Slipstream (csapatverseny) | Bradley Wiggins     |
| 2.      | Február 2. | Khalifa Stadion      | Al Khor           | 134   | Roger Hammond                     | Roger Hammond       |
| 3.      | Február 3. | Zubarah              | Doha Golf Club    | 137,5 | Tom Boonen                        | Tom Boonen          |
| 4.      | Február 4. | Doha Old Souq        | Madinat Al Shamal | 141   | Mark Cavendish                    | Tom Boonen          |
| 5.      | Február 5. | Camel Race Track     | Qatar Foundation  | 147,5 | Törölve                           | Tom Boonen          |
| 6.      | Február 6. | Sealine Beach Resort | Doha              | 121   | Mark Cavendish                    | Tom Boonen          |

## Végeredmény
| #  | Versenyző         | Idő          |
| 1  | Tom Boonen        | 12óra 55'25" |
| 2  | Heinrich Haussler | + 0'08"      |
| 3  | Roger Hammond     | + 0'10"      |
| 4  | Daniel Lloyd      | + 0'25"      |
| 5  | Andreas Klier     | + 0'27"      |
| 6  | Xavier Florencio  | + 0'28"      |
| 7  | Angelo Furlan     | + 1'07"      |
| 8  | Gabriel Rasch     | + 1'43"      |
| 9  | Mark Cavendish    | + 2'11"      |
| 10 | Tom Veelers       | + 2'35"      |

## Külső hivatkozások
- Hivatalos honlap